# Schwentine
La Schwentine est un fleuve du Schleswig-Holstein dans le nord de l'Allemagne.

## Géographie
La Schwentine est un cours d'eau d'environ 62 kilomètres de long. 
Elle prend sa source au Bungsberg près du village de Kasseedorf dans l'arrondissement du Holstein-de-l'Est. 
Elle se jette dans le port de Kiel, dans le Fjord de Kiel, une baie de la Mer Baltique. 
Elle traverse plusieurs lacs, dont le Großer Plöner See ainsi que les villes de Eutin, Malente, Plön, Preetz et Kiel.

## Lacs traversés

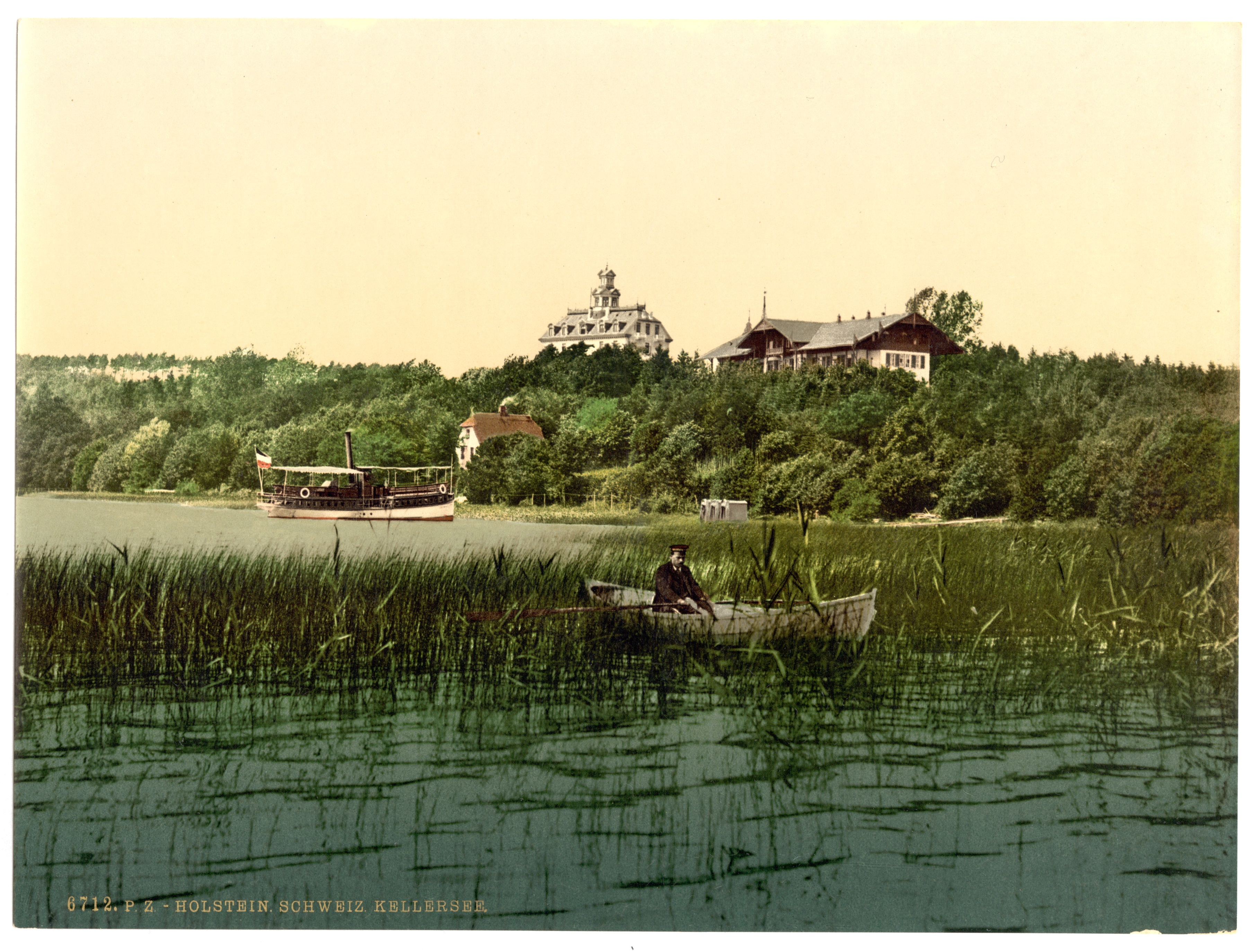
Le Kellersee vers 1900

Liste des lacs traversés par la Schwentine :
- Stendorfer See
- Sibbersdorfer See
- Großer Eutiner See
- Kellersee
- Dieksee
- Langensee
- Behler See
- Höftsee
- Großer Plöner See
- Stadtsee
- Schwanensee
- Kleiner Plöner See
- Kronsee
- Fuhlensee
- Lanker See
- Kirchsee
- Rosensee, un lac de barrage

## Galerie

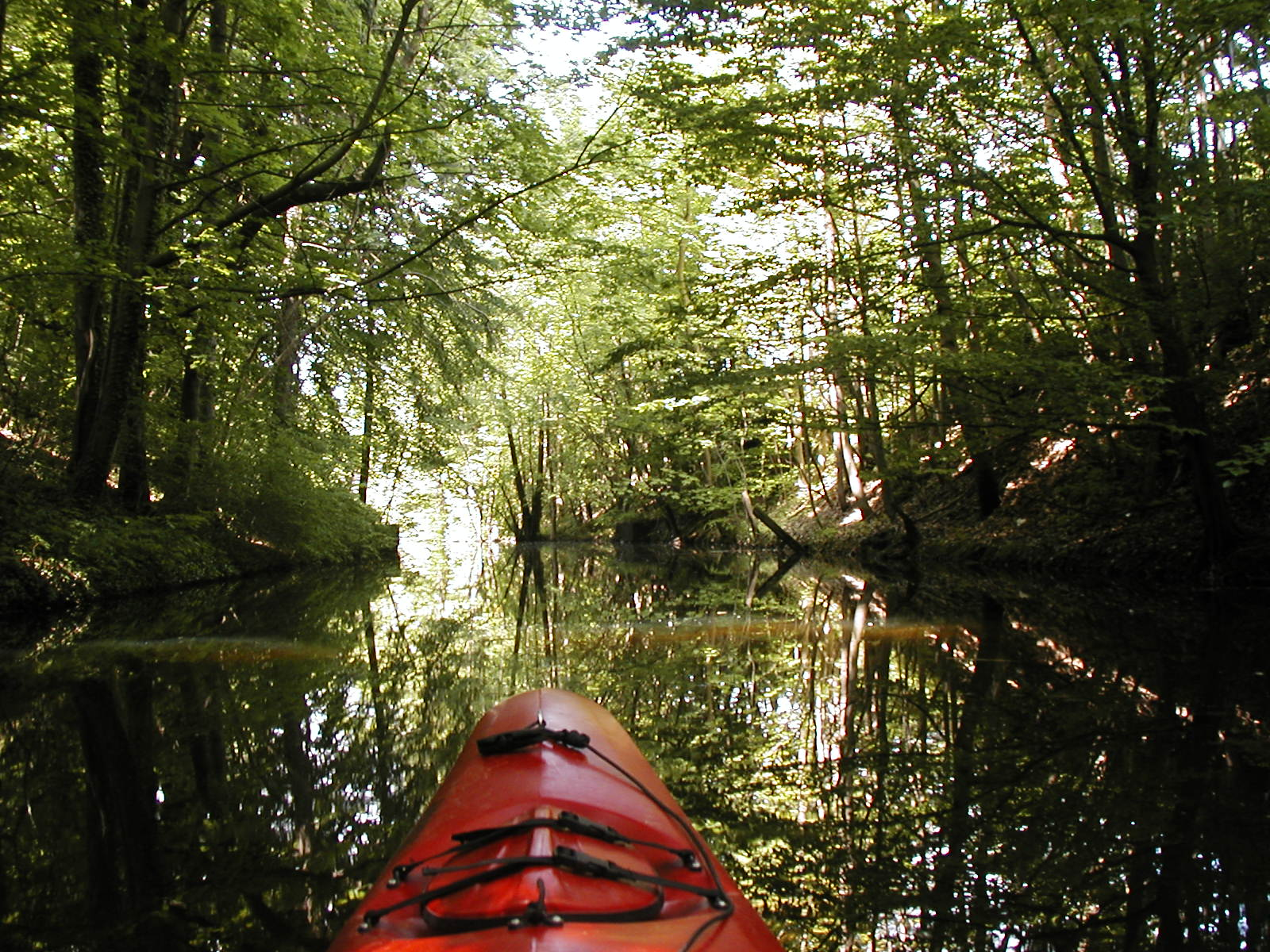
Schwentine près de Bad Malente
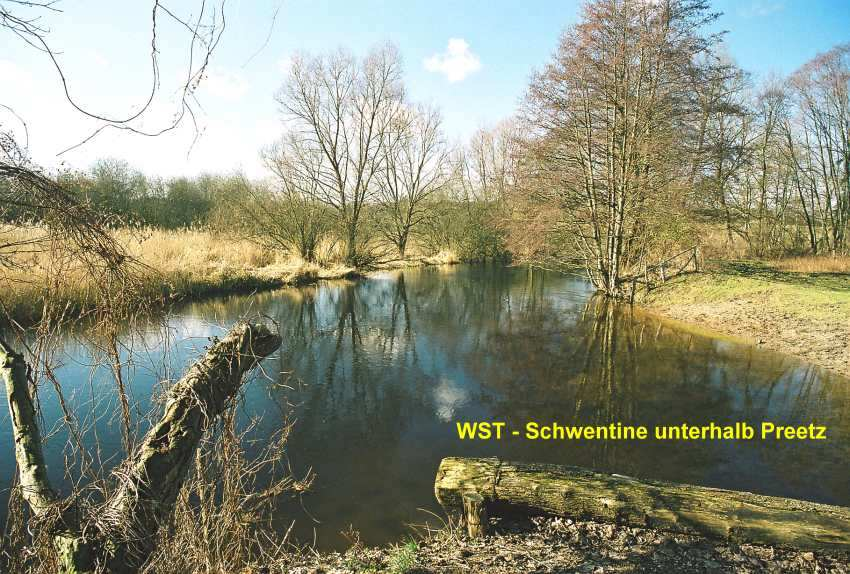
La Schwentine près de Preetz et du Rosensee, près de Raisdorf
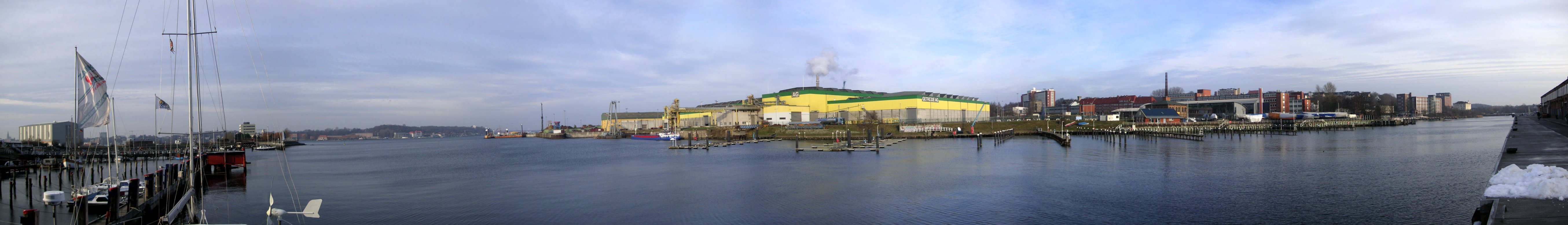
Embouchure de la Schwentine avec le marché aux poissons
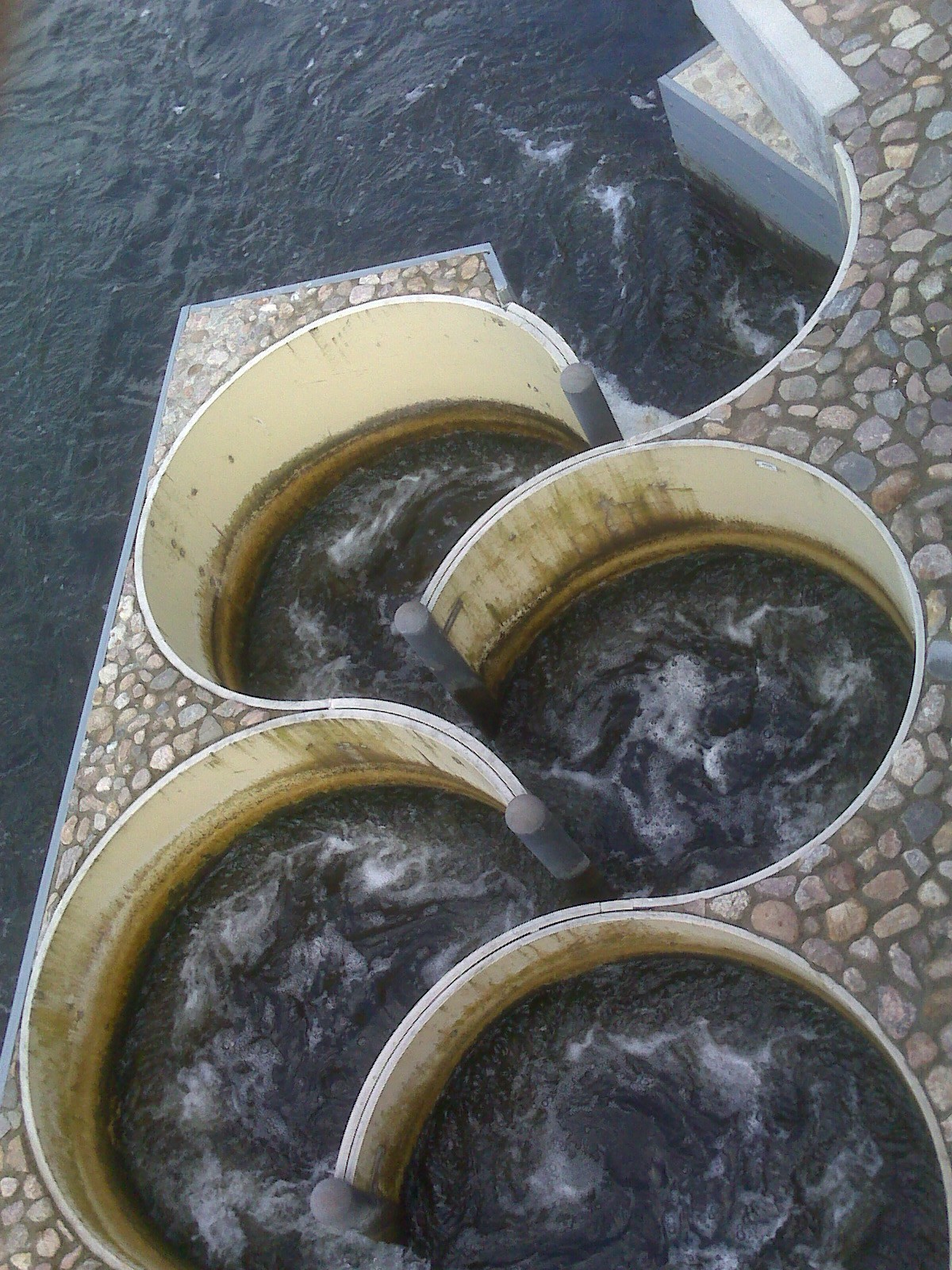
Passe à poissons à l'embouchure (port de Kiel)